# SECAM
Séquentiel couleur à mémoire [sekɑ̃sjɛlkuˈlœːʀ ameˈmwaːʀ] (SECAM oder SÉCAM [seˈkam]) war eine vor allem in Frankreich, Osteuropa und Teilen Afrikas gebräuchliche analoge Fernsehnorm für die Farbübertragung im analogen Fernsehen. Sie wurde von Henri de France entwickelt und 1956 vorgestellt. In die deutsche Sprache lässt sich die vollständige Bezeichnung etwa als „Farbabfolge mit Speicher“ übersetzen.

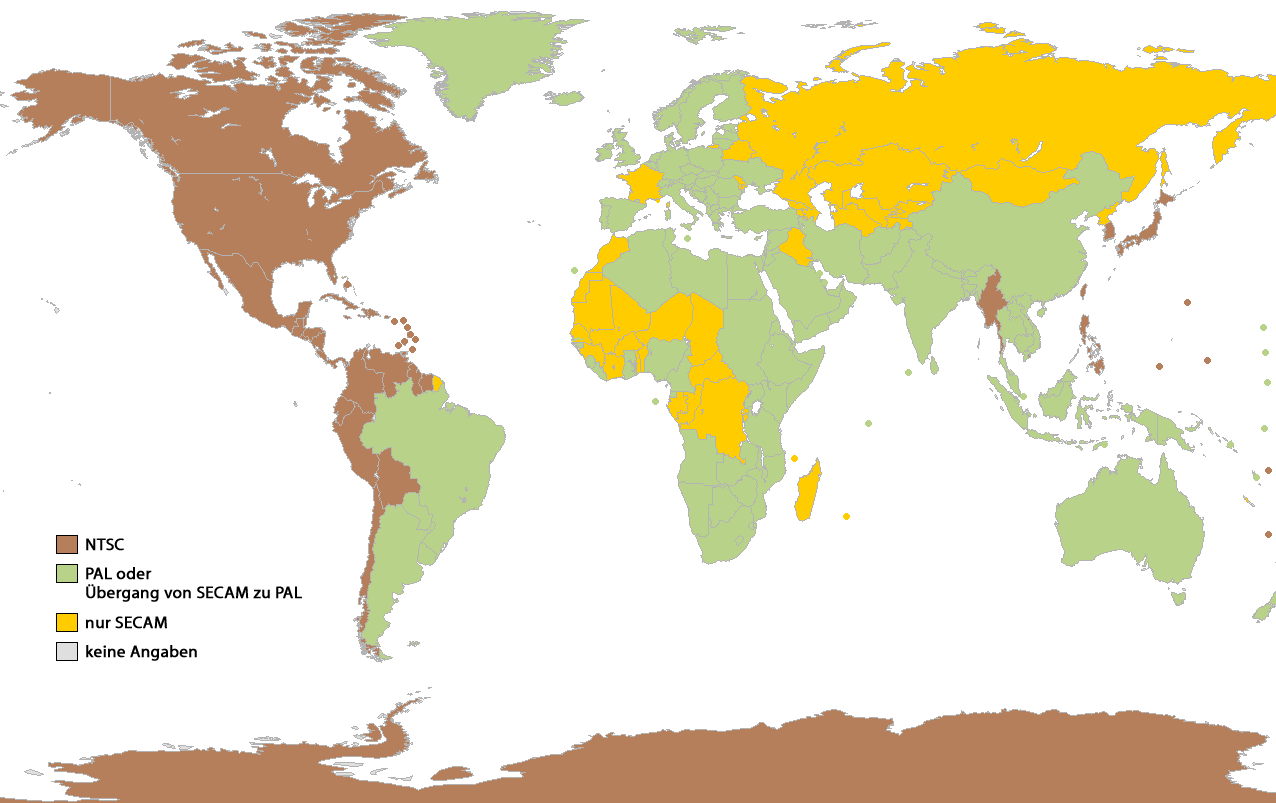
Weltkarte mit der Verteilung der Fernsehverfahren vor der Digitalisierung (spätestens bis 2005): Länder mit SECAM-Standard sind gelb

## Grundidee
Genau wie NTSC und PAL ist SECAM ein System zur schwarzweißfernseh-kompatiblen Farbübertragung. Gegenüber NTSC war das Ziel des neuen Systems eine Verbesserung der Farbwiedergabe unter nicht-idealen Empfangsbedingungen. Im Vergleich zu PAL wurde dafür mit SECAM eine andere Methode gefunden: Es ging nicht um die Optimierung der Studioaufnahmen, sondern um die Optimierung der Übertragung vom Fernsehsender zum Empfänger.

## Gemeinsamkeiten mit NTSC und PAL
Wie bei NTSC und PAL werden die zusätzlich zum Helligkeitssignal Y (also dem Schwarzweiß-Bild) benötigten Farbinformationen in Form zweier Farbdifferenzsignale DR und DB übertragen. Die Buchstaben stehen für das zugrundeliegende YDbDr-Farbmodell, das dem bei PAL und NTSC verwendeten YUV-Farbmodell sehr ähnlich ist und sich nur durch unterschiedliche „Streckungsfaktoren“ der beiden Farbdifferenzsignale unterscheidet.
Für die Grundlagen der Farbübertragung siehe auch unter Fernsehsignal.

## Funktionsweise
SECAM verwendet statt der bei NTSC und PAL verwendeten Quadraturmodulation die Frequenzmodulation zur Übertragung der beiden Farbdifferenzsignale. Der Vorteil liegt darin, dass Phasenfehler der Farbdifferenzsignale zu keinerlei Farbfehlern führen. Allerdings können nicht wie bei der Quadraturmodulation zwei Signale orthogonal und ohne gegenseitige Beeinflussung auf nur einer Trägerfrequenz untergebracht werden.
SECAM überträgt daher abwechselnd pro Zeile jeweils eines der beiden Farbsignale DR und DB. Im Empfänger wird dieses Signal zusätzlich um eine Zeile verzögert, sodass trotzdem in jeder Zeile beide Farbartsignale dem Decoder zur Verfügung stehen. Die vertikale Auflösungsreduzierung der Farbsignale hat für das menschliche Auge kaum nachteilige Effekte, da es für Farbinformationen eine geringe Auflösung aufweist.
Die beiden Farbdifferenzsignale werden zunächst auf etwa 1,3 MHz bandbegrenzt und einer Vorverzerrung unterzogen, um die Störungen auf das Helligkeitssignal zu reduzieren. Die Funktion dieser Vorverzerrung ist je nach konkreter Version leicht unterschiedlich und wurde je nach konkretem Standard adaptiert. Bei der Version SECAM I erfolgte die Vorverzerrung der Farbhilfsträger nach folgender komplexer Gleichung:
{\displaystyle F(f)={\frac {1+j{\frac {f}{85{\rm {\,kHz}}}}}{1+j{\frac {f}{255{\rm {\,kHz}}}}}}}
Nach der Vorverzerrung wurden die beiden Farbsignale abwechselnd pro Zeile auf zwei unterschiedliche Trägerfrequenzen mit 4,25 MHz und 4,40625 MHz moduliert, wobei DR mit einem Hub von 280 kHz und DB mit 230 kHz frequenzmoduliert wird. Der bei der Frequenzmodulation typische Modulationsindex ist kleiner 1, was einer spektralen Stauchung entspricht, und liegt bei etwa 0,21 bzw. 0,18. Für einen größeren Modulationsindex steht im Frequenzraster der Fernsehsender im Rahmen von SECAM kein Platz zur Verfügung und infolgedessen ist das Farbsignal störungsempfindlich. Für die Träger ist der Frequenzbereich zwischen 3,9 MHz und 4,756 MHz reserviert.
Vor dem Mischen mit dem Helligkeitssignal Y erfolgt noch eine weitere Vorverzerrung des in der jeweiligen Zeile zu übertragenden modulierten Farbdifferenzsignals. Bei dieser zweiten, ebenfalls komplexen Vorverzerrung wird die Amplitude des modulierten Trägersignals als Funktion des Momentanhubs des jeweiligen Farbdifferenzsignals verzerrt. Der Grund dafür besteht darin, die Auswirkungen der Farbhilfsträger auf Bildinhalte mit niedriger Helligkeit zu minimieren und das Signal-Rausch-Verhältnis bei gesättigten Farben zu verbessern. Auch gibt es in gewissen Encodern einen Bandpass vor der Vorverzerrung, um zu verhindern, dass Komponenten der Frequenzmodulation Auswirkungen im Lumabereich haben. Danach wird das jeweilige modulierte Farbdifferenzsignal zu dem Helligkeitssignal Y addiert und das so gebildete Summensignal ausgestrahlt.
Details dieser komplexeren zweiten Vorverzerrung und Abbildungen der Einhüllenden des daraus gebildeten Spektrums finden sich in  und . Im Fernsehempfänger werden die Vorverzerrungen wieder rückgängig gemacht und die beiden Farbdifferenzsignale DR und DB für die weitere Signalverarbeitung gewonnen.

### Identifikationssignale
Damit der Empfänger die Zeilen den richtigen Farben zuordnen kann, gibt es zwei unterschiedliche Identifikationssignale:
- die Linienidentifikation (Burst)
- die Bildidentifikation (Flaschen)

Ersteres ist die heute verwendete Methode. Dafür startet das Trägersignal vor der Bildinformation und enthält die Basisträgerfrequenz (also 4,25 MHz bei DB oder 4,40625 MHz bei DR). Bei der Bildmethode wird in die Zeilen 6 bis 15 sowie 313 bis 322 ein Identifikationssignal eingefügt. In den DB-Zeilen startet das Signal bei 4,25 MHz und geht dann herunter auf 3,9 MHz. Bei den DR-Zeilen startet es bei 4,406 und geht bis auf 4,756 MHz. Da dieses Signal durch die Trägervorverzerrung muss, steigt die Amplitude des Signals von jeweils etwa 200 mV auf etwa 500 mV. Der Name „Flasche“ kommt von der Form des Signals, wenn man dieses auf einem Oszilloskop betrachtet. Dieses Signal wird heute nicht mehr benutzt, da die Zeilen für das französische Teletextsystem Antiope verwendet werden sollten. Bis zur Abschaltung der letzten Flaschen im Jahr 2007 war aber das System nicht mehr in Betrieb. 

### Verzögerungsleitungen
Für SECAM benötigt man zwingend einen Speicher, um das Farbsignal für die Dauer einer Zeile zu speichern, während man bei PAL darauf verzichten kann (Simple-PAL). Dieser Speicher wurde bei älteren Empfangsgeräten in Form einer Verzögerungsleitung im Empfangsgerät realisiert. Ultraschall-Verzögerungsleitungen standen seit Anfang der 1960er-Jahre zur Verfügung. In seit dem Ende der 1990er-Jahre verbreiteten digitalen Fernsehempfängern, die meist mehrere – auch analoge – Fernsehnormen empfangen können, werden hingegen meist digitale Speicher eingesetzt.

### Kompatibilität mit Schwarzweiß-Bildern
| Halb- bild | Zeilen- nummer | Über- tragenes Farb- differenz- signal | Phasen- lage des Farb- trägers |
| ---------- | -------------- | -------------------------------------- | ------------------------------ |
| ungerade   | 1              | DR                                     | 0°                             |
| ungerade   | 2              | DB                                     | 0°                             |
| ungerade   | 3              | DR                                     | 180°                           |
| ungerade   | 4              | DB                                     | 0°                             |
| ungerade   | 5              | DR                                     | 0°                             |
| ungerade   | 6              | DB                                     | 180°                           |
| …          | …              | …                                      | …                              |
| gerade     | 314            | DB                                     | 180°                           |
| gerade     | 315            | DR                                     | 0°                             |
| gerade     | 316            | DB                                     | 180°                           |
| gerade     | 317            | DR                                     | 180°                           |
| gerade     | 318            | DB                                     | 0°                             |
| gerade     | 319            | DR                                     | 180°                           |
| …          | …              | …                                      | …                              |

Der Farbhilfsträger ist aufgrund der verwendeten Frequenzmodulation unabhängig von der Farbintensität immer mit gleicher Intensität im Bild vorhanden – im Gegensatz zu PAL und NTSC, wo er bei nichtfarbigem Bildinhalt auf Amplitude 0 schrumpft, also praktisch verschwindet und daher nicht mehr übersprechen kann. Bei SECAM wird der Träger deswegen regelmäßig in der Phasenlage nach einem Muster, wie in nachfolgender Tabelle dargestellt, umgeschaltet, um Störmuster zu reduzieren. Da diese Unterdrückung nicht hinreichend störungsarm funktioniert, wird SECAM eine schlechtere Schwarzweiß-Kompatibilität nachgesagt. Bei reinen Schwarz-Weiß-Sendungen wurde der Farbträger im Fernsehen der DDR deshalb komplett abgeschaltet, also ein echtes Schwarzweiß-Signal gesendet, was bei westdeutschen Sendern mit der Fernsehnorm PAL schon lange nicht mehr üblich war (man musste daher den Farbkontrast am Empfänger auf Null stellen, damit man bei Schwarz-Weiß-Sendungen kein Farbrauschen sah).

### Überblenden
SECAM-modulierte Signale (Composite-Video-Signal) lassen sich wegen der Frequenzmodulation nicht direkt überblenden, da die Frequenzmodulation eine nichtlineare Modulation darstellt und daher die Addition zweier FM-Signale kein sinnvoll nutzbares Signal ergibt. Möglich ist die Überblendung nur über den Umweg der Demodulation und anschließende Überblendung der einzelnen Komponenten.
Aus diesem Grund arbeiten Sendeanstalten in SECAM-Ländern im Studio mit Signalformaten, die nativ überblendbar sind, beispielsweise PAL, Komponenten oder mit digitalen Videoschnittstellen wie dem Serial Digital Interface, und wandeln das Signal erst vor der Ausstrahlung in SECAM um. Deshalb konnte auch das DDR-Fernsehen nach der Wende problemlos auf PAL umgestellt werden.

### Weitere Nachteile
Cross-Color-Störungen sind bei SECAM am unangenehmsten. Sie machen sich als blaue und rote Streifen („SECAM-Feuer“) bemerkbar, die an scharfen Kanten hervorblitzen bzw. als intensiv rote Farbflächen bei feinen Mustern in Erscheinung treten. Das kann verhindert werden, wenn das Luma-Signal begrenzt wird, so dass keine Information ins Trägersignal überlappen kann.
Anders als bei NTSC- und PAL-Signalen können diese Störungen nicht durch den Einsatz von Kammfiltern gemindert werden. Da der SECAM-Farbträger wegen der Frequenzmodulation immer mit vollem Pegel im Luminanzanteil des Bildsignals steht, kann dessen Auflösung, also Detailtreue, nicht höher sein als die Frequenz des Farbträgers. Während mit PAL (genau: den darunterliegenden Fernsehnormen) trotz des Farbträgers bei 4,43 MHz eine Luminanzauflösung bis 5 MHz zu realisieren ist, ist die Luminanzauflösung bei SECAM mit ca. 4 MHz limitiert.
Um diese Probleme sowie die grundsätzlichen Schwächen der bis dahin genutzten Farbfernsehsysteme zu beseitigen und einen einheitlichen europäischen Standard zu realisieren, wurde Anfang der 1980er Jahre das MAC-Verfahren (englisch Multiplexed Analogue Components: Analoge Komponenten [Standards, Verfahren] [für die] Multiplexübertragung) entwickelt, das aber in Folge scheiterte. Erst DVB löste viele nationale Insellösungen für Farbfernsehen ab.

## Verbreitung
Die Entwicklung von SECAM in Frankreich war politisch motiviert, um die einheimische Geräteindustrie vor Importen zu schützen. In diesem Zusammenhang wird die Abkürzung scherzhaft als „Système élégant contre l’Amérique“, (deutsch „Elegantes System gegen Amerika“) gedeutet. Bei der Einführung von SECAM in den ehemaligen Ostblockstaaten haben ebenfalls politische Gründe eine Rolle gespielt. Frankreich befand sich in einer Annäherung an diese Staaten. Weiterhin wollte es eine Verbreitung seines Systems erreichen und gab Studio- und Sendetechnik günstig ab. Im Übrigen hatte während der Phase der Vorbereitung und Einführung des Farbfernsehens in den 1960er-Jahren der französische Präsident Charles de Gaulle gute Kontakte zum damaligen sowjetischen Staatschef Nikita Chruschtschow. De Gaulle konnte Chruschtschow für SECAM gewinnen – unter anderem, indem man der Sowjetunion Unterstützung beim Bau einer neuartigen Farbbildröhre mit Streifenmaske versprach. Dies misslang; Jahre später realisierte Sony dieses Prinzip erfolgreich in seinen Trinitron-Bildröhren. Trotz dieses Fehlschlags führten auch alle anderen Ostblockländer SECAM ein. Die Techniker des DDR-Fernsehens waren zwar der Überzeugung, dass das PAL-System das bessere sei, jedoch war es politisch nicht durchsetzbar, PAL in der DDR einzuführen.
Es ist zu vermuten, dass die fehlende Kompatibilität mit dem Westfernsehen den Verantwortlichen nicht ungelegen kam. Dass es in der DDR nur schwarz-weiß empfangen werden konnte, war nur von kurzer Dauer, da sehr bald PAL-Decoder in Eigenbau entstanden und später Farbfernsehgeräte teilweise schon ab Werk mit SECAM- und PAL-Decodern ausgestattet wurden. PAL-Decoder wurden auch in für den Export in den Westen bestimmte Fernsehgeräte eingebaut.
In den 1990er-Jahren stellten Griechenland und viele Länder des ehemaligen Ostblocks ihre Fernsehsysteme von SECAM auf PAL um.
In Westdeutschland wurden bis zur Wende Fernsehgeräte und Videorecorder mit dem Feature SECAM oder Ost-Empfang angeboten. Da ca. 20 % der Bevölkerung der alten BRD und West-Berlins DDR-Fernsehen empfangen konnten, war dies durchaus ein Kaufargument. Allerdings waren SECAM-Frankreich und SECAM-Osteuropa nicht vollständig kompatibel: Die meisten der erwähnten SECAM-fähigen Fernseher und Videorekorder (außer französische Modelle) kamen nur mit SECAM-Osteuropa zurecht, funktionierten aber nicht mit SECAM-Frankreich. Der Grund ist, dass SECAM in Frankreich mit der Fernsehnorm L verwendet wurde, in osteuropäischen Ländern hingegen die Normen D/K. Dabei sind unter anderem der Abstand zwischen Bild- und Tonträger, die Videobandbreite und die Art der Bildmodulation (positiv oder negativ) verschieden. Es ist dadurch kein Problem von SECAM selbst, sondern eher der zugrundeliegenden inkompatiblen Fernsehnormen, die das SECAM-Farbsignal übertragen.
Die in den 1970ern aufgekommenen Videorekorder der Systeme Betamax und VHS erschienen in eigenen Versionen für die französische Secam-Variante, ebenso das etwas früher angebotene U-matic. Die Frankreich-Version von S-VHS zeichnete intern immer einen PAL-Farbträger auf, wodurch diese Aufnahmen – anders als die älteren, an Secam angepassten Formate – europaweit kompatibel waren.
Video 8 und später Hi8 hingegen wurde auch auf dem französischen Markt von Anfang an ausschließlich als PAL-Version angeboten, für Nur-SECAM-fähige Fernsehgeräte mit Konverter beziehungsweise für die Aufnahme lokaler Fernsehprogramme mit (bei entsprechenden Geräten integriertem) Konverter von Secam auf PAL.

### Länder, die im Jahr 2012 SECAM verwendeten

#### Amerika
Französisch-Guayana

#### Europa
Frankreich, Russland, Belarus, Moldau, Ukraine

#### Asien
Armenien, Aserbaidschan, Georgien, Kasachstan, Kirgisistan, Nordkorea, Tadschikistan, Usbekistan

#### Afrika
Marokko, Mauretanien, Senegal, Mali, Burkina Faso, Réunion, Niger, Tschad, Zentralafrikanische Republik, Republik Kongo, Demokratische Republik Kongo, Äquatorial-Guinea, Gabun, Elfenbeinküste, Togo, Benin, Burundi, Ruanda, Dschibuti, Madagaskar

## Varianten

### MESECAM
MESECAM („Middle East SECAM“) ist ein Verfahren zur Aufzeichnung von SECAM-Signalen auf modifizierten PAL-VHS-Videorekordern. Alle MESECAM-fähigen Geräte beherrschen daher immer auch PAL. MESECAM entstand im Nahen Osten, wo es ein buntes Durcheinander von PAL- und SECAM-Staaten gab, um einheitliche Geräte anbieten zu können. Es ist in den osteuropäischen und außereuropäischen SECAM-Ländern die übliche Aufzeichnungsmethode. Auch die meisten in Deutschland als SECAM-fähig verkauften VHS-Rekorder beherrschen tatsächlich nur MESECAM. Dieses Aufzeichnungsformat ist aber inkompatibel zu einer normalen (französischen) SECAM-Aufnahme; französische VHS-Aufnahmen benutzen eine andere Aufzeichnungsmethode für das Farbsignal, die mit MESECAM nicht kompatibel ist. MESECAM-Geräte – ebenso wie PAL-Geräte – spielen daher französische SECAM-Aufnahmen nur schwarzweiß ab. Die Fähigkeit zum farbigen Abspielen von Aufnahmen aus Frankreich wird im Handel meist als „SECAM-West“ bezeichnet.

### SECAM I bis SECAM III
Die Standardisierungsarbeiten an SECAM begannen 1956, und eine Version von SECAM mit 819 Bildzeilen wurde im Rahmen von Versuchsprogrammen in Frankreich getestet, aber nie regulär eingesetzt. Aufgrund einheitlicher Regelungen in Europa, Fernsehen mit 625 Zeilen zu verwenden, wurde Anfang der 1960er-Jahre in Frankreich beginnend SECAM mit 625 Bildzeilen in den regulären Betrieb genommen.
Der erste Standard wurde als SECAM I bezeichnet und 1961 fertiggestellt. Weitere kompatible Verbesserungen führten zu SECAM II und SECAM III, die 1965 auf einer CCIR-Konferenz in Wien veröffentlicht wurden. Die CCIR wird heute als ITU-R bezeichnet.
Weitere Verbesserungen führten 1967 zu den Standards SECAM III A und SECAM III B. SECAM III B wurde in der DDR bis zur Ablösung durch PAL mit dem Programmschluss vom 14. auf den 15. Dezember 1990 eingesetzt. Weitere Details finden sich im Artikel Fernsehen der DDR.

### SECAM IV – Linear NIR (NIIR) NIR-Farbfernsehsystem
SECAM IV ist ein vom russischen Forschungsinstitut NIIT entwickelter Farbfernsehstandard. Eigentlich wurden zwei Standards entwickelt: Das nichtlineare NIR, bei dem die Quadratwurzel des Farbsignals übertragen wird (in einem Vorgang analog zur Gamma-Korrektur) und das lineare NIR, bei dem dieser Prozess wegfällt. Die lineare Version von NIR wird als SECAM IV bezeichnet.
Farbtestübertragungen in NIR begannen 1963 in Moskau im UHF-Standard D, bevor ein Wechsel auf SECAM III zeitgleich mit dem Start in Frankreich am 1. Oktober 1967 erfolgte. Die Neuigkeit über das neue sowjetische Farbsystem erreichte den Westen 1966. Zu dieser Zeit wurde die BBC zitiert: „Es ist von Interesse zu bemerken, dass dieser Vorschlag identisch mit einem im April 1963 durch den BBC-Ingenieur Herrn W. B. Pethers gemachten erscheint, der aber nicht verfolgt wurde, weil seinerzeit seine Vorteile in Bezug auf die anderen Systeme nicht attraktiv genug waren“. Das ursprüngliche System von Pethers war dem nichtlinearen NIR ähnlich, und er entwickelte ebenfalls zwei Varianten.
Von der ITA wurden in Großbritannien Tests mit NIR durchgeführt – mit einer starken Lobby für dessen Einführung in Europa –, bevor sich die Staaten in der PAL-SECAM-Teilung polarisierten. Obwohl aus NTSC abgeleitet, unterscheidet sich SECAM IV sowohl vom PAL- wie auch vom SECAM-System: Es verwendet einen „dritten Weg“ zum Vermeiden von Farbtonfehlern.
In einer Zeile wird ein PAL-ähnliches quadraturamplitudenmoduliertes Signal mit unterdrücktem Träger übertragen und in der darauf folgenden Zeile ein gleiches Signal, jedoch mit konstanter Phasenlage als Referenz.
Sowohl die Zeile mit dem Farbinhalt wie auch die darauf folgende Zeile mit dem Referenzträger durchlaufen die gleichen Übertragungswege und daher ist das demodulierte Signal frei von Phasenfehlern. Eine ähnliche Idee wird bei den Videorekorder-Systemen verwendet.
Das höherfrequente Chrominanzsignal wird in einen niederfrequenteren Bereich umgesetzt und zusammen mit einem Referenzsignal aufgenommen. Bei der Wiedergabe wird diese Referenz als BFO zur Wiedergewinnung der Chrominanzsignale eingesetzt. Da beide Signale die gleichen Bandlaufbeeinträchtigungen durchlaufen, erscheint das Chrominanzsignal jitterfrei. SECAM IV/Linear NIR hat zwei Mängel, welche die anderen Systeme (NTSC, PAL und SECAM III) nicht aufweisen und die aus der Verwendung des übertragenen Referenzsignals in seiner breitbandigen Form im Gegensatz zu den üblichen lokal erzeugten Referenzträgern entstehen:
Erstens wird jedes Störsignal, das auf beiden Eingängen vorhanden ist, demoduliert, weil sowohl das Farbartsignal als auch das Referenzsignal der angrenzenden Zeile auf einen Ringdemodulator gelegt werden, und bildet damit einen Gleichspannungsanteil am Ausgang. Abhängig von der Frequenz des Störsignals ergibt das entweder eine Gesamtfärbung oder ein farbiges Muster.
Zweitens ist als Effekt des Chromarauschens eine verkleinerte Amplitude nach der Demodulation des Farbartsignals vorhanden, was zu einer Entsättigung der Farben führt und bei Gesichtsfarben besonders erkennbar wird.
Als Farbträgerfrequenz wird wie bei der PAL-Norm 4.433.618,75 Hz bei 625/50 SECAM IV verwendet.
Die Farbsignale werden senderseitig wie folgt aufgebaut:
R-Y mit 1,14 und B-Y mit 2,03 als Reduzierfaktor.
Diese Basisband-Farbdifferenzsignale haben eine Bandbreite von >1,5 MHz.
Danach werden die Farbdifferenzsignale auf einen Träger moduliert.
Zusätzlich wird eine Gleichspannungskomponente mit 10 % des Maximalwertes hinzugefügt.
Wie bei SECAM üblich, wird der Farbidentifikationsschalter im Empfänger durch einen in der vertikalen Synchronaustastlücke befindlichen, 40 µs langen Farbträger synchronisiert.
Das Farbartsignal selbst wird durch Multiplikation der Zeile B mit der (in einer wie auch bei PAL üblichen Glasverzögerungsleitung) vorangegangenen gespeicherten Zeile A wiedergewonnen.
Das Signal der Zeile B dient als Referenzoszillator für das Zeile-A-Signal, das die Chrominanzinhalte enthält. Daher ist ein eigener Farbträger-Referenzoszillator im Empfänger nicht erforderlich.
Durch die eingefügte Gleichspannungskomponente ist immer eine Referenzfrequenz vorhanden. Diese sollte eine 10- bis 20-fach größere Amplitude als das zu demodulierende Zeilensignal A am Modulatoreingang besitzen.

## Andere SECAM-Deutungen
Neben der scherzhaften Deutung „Système élégant contre l’Amérique“ (dt. „Elegantes System gegen Amerika“, s. o. unter Verbreitung) führten die jeweiligen Nachteile von Fernsehnormen mit speziellen Bildübertragungsfehlern auch zu weiteren alternativen Deutungen der Abkürzungen. Wegen des oben erwähnten „SECAM-Feuers“ wurde SECAM scherzhaft auch mit „System Even Crueler than the American Method“ (Ein noch grausameres System als die amerikanische Methode) oder Seven Extra Colours A Minute (Sieben zusätzliche Farben pro Minute) übersetzt.
Damit wird auf eine Verballhornung des amerikanischen NTSC-Systems angespielt, dessen Farbfehler zur Deutung „Never The Same Color“ (Niemals die gleiche Farbe) Anlass gaben.